# Саддлбрук (Аризона)
Саддлбрук (англ. Saddlebrooke) — переписна місцевість (CDP) в США, в окрузі Пінал штату Аризона. Населення — 12 574 особи (2020).

## Географія
Саддлбрук розташований за координатами 32°32′25″ пн. ш. 110°51′21″ зх. д. / 32.54028° пн. ш. 110.85583° зх. д. (32.540154, -110.855738).  За даними Бюро перепису населення США в 2010 році переписна місцевість мала площу 75,87 км², з яких 75,87 км² — суходіл та 0,00 км² — водойми.

## Демографія
Згідно з переписом 2010 року, у переписній місцевості мешкало 9614 осіб у 4907 домогосподарствах у складі 3812 родин. Густота населення становила 127 осіб/км².  Було 5671 помешкання (75/км²).
Расовий склад населення:
| - 95,8 % — білих - 0,9 % — азіатів - 0,8 % — чорних або афроамериканців - 0,2 % — корінних американців - 1,4 % — осіб інших рас |

До двох чи більше рас належало 0,9 %. Частка іспаномовних становила 4,9 % від усіх жителів.
За віковим діапазоном населення розподілялося таким чином: 5,1 % — особи молодші 18 років, 34,7 % — особи у віці 18—64 років, 60,2 % — особи у віці 65 років та старші. Медіана віку мешканця становила 67,4 року. На 100 осіб жіночої статі у переписній місцевості припадало 91,4 чоловіків;  на 100 жінок у віці від 18 років та старших — 90,6 чоловіків також старших 18 років.
Середній дохід на одне домашнє господарство  становив 80 015 доларів США (медіана — 67 834), а середній дохід на одну сім'ю — 89 773 долари (медіана — 80 363). Медіана доходів становила 57 000 доларів для чоловіків та 34 914 долари для жінок. За межею бідності перебувало 3,6 % осіб, у тому числі 5,2 % дітей у віці до 18 років та 1,4 % осіб у віці 65 років та старших.
Цивільне працевлаштоване населення становило 1924 особи. Основні галузі зайнятості: освіта, охорона здоров'я та соціальна допомога — 23,5 %, науковці, спеціалісти, менеджери — 17,8 %, роздрібна торгівля — 15,7 %.